# Carl Dreyer
Carl Theodor Dreyer (n. 3 februarie 1889, Copenhaga, Danemarca – d. 20 martie 1968, Copenhaga, Danemarca) a fost un regizor de film danez.

## Biografie
A rămas orfan din naștere și a fost adoptat de o familie care îi reproșa fiecare bucată de pâine. Deprimarea și deziluzia copilăriei au devenit teme în filmele sale, alături de subiecte precum alienarea, sărăcia, femeile puternice ce sufocă prin absurda lor dominare.
În 1908 a început să scrie despre teatru și mai târziu despre film, despre filmul danez din acea vreme, în 1912 a început să scrie scenarii iar în 1919 a realizat primul său film, Președintele. Au urmat apoi Pagini din cartea lui Satan, o melodramă în genul Griffith, apoi pastoralele Mikael și Văduva. Acestea sunt filmele sale din tinerețe, în care s-a materializat doar o mică parte din ideea lui despre film.
Primul film important a fost Patimile Ioanei d'Arc, care s-a evidențiat prin atenția acordată de Dreyer detaliului și realismului. Acest film a fost celebru la început pentru dezastrul financiar înregistrat dar și pentru gros-planurile folosite. De asemenea, ca regizor Dreyer s-a remarcat prin tirania lui, actrița Falconetti având o cădere nervoasă.
Filmul Vampyr (1932) a arătat o altă față a operei lui Dreyer. În acest film el a încercat diferite procedee de filmat. Deși acest film a rămas punct de referință pentru totdeauna, Dreyer și-a pierdut toată credibilitatea. Insuccesul financiar al filmului a făcut ca regizorul să numai primească finanțare timp de zece ani.
După Fructele mâniei, film făcut din fondurile obținute dintr-un film documentar despre greutățile mamelor, inspirat oarecum din copilăria lui, a mai regizat câteva filme, recăpătându-și într-o anumită măsură credibilitatea.
Ultimul lui film a fost Gertrud, realizat în 1964. Este povestea unui cântăreț de operă. Filmul, realizat în alt registru stilistic decât cel obișnuit lui Dreyer, cu cadre lungi și unghiuri largi, a fost și el o dezamăgire pentru el. La premiera de la Festivalul Internațional de Film de la Cannes oamenii l-au huiduit și au plecat din sală.
A murit în 1968, lăsând multe proiecte neterminate. Unul dintre acestea a fost scenariul Meddea, pe care Lars von Trier l-a folosit mai târziu pentru a-și face debutul în lungmetraj.
Deși nu a cunoscut succesul în timpul vieții, Dreyer, rămâne unul dintre cei mai mari cineaști ai primului secol de cinema și unul dintre cei ce au avut curajul să reinventeze a șaptea artă.

## Filmografie selectivă
- Prezidentul, 1919
- File din cartea lui Satan, 1920
- A fost odată, 1922
- Patimile Ioanei d'Arc, 1928
- Dies Irae, 1943
- Cuvântul, 1955
- Gertrud, 1964

*vezi sursa: [Dicționar cinematografic Editura Meridiane 1974] 